# 第二信使系统
第二信使（英语：Second messenger）在生物学里是胞内信号分子，负责细胞内的信号转导以触发生理变化，如增殖、细胞分化、迁移、存活和细胞凋亡。因此第二信使是细胞内的信号转导的启动组成部件之一。第二信使分子的例子包括：环腺苷酸（cAMP）、環磷酸鳥苷（cGMP）、肌醇三磷酸（IP3）、甘油二酯（DAG）和鈣離子（Ca2+）。细胞释放第二信使分子是响应于暴露在细胞外的信号分子 — 第一信使。第一信使是细胞外因子，通常是激素或神经递质，如肾上腺素、生长激素和血清素。
厄尔·威尔伯·萨瑟兰（Earl Wilbur Sutherland Jr.）发现的第二信使，为他赢得了1971年诺贝尔生理学或医学奖。萨瑟兰看到，肾上腺素会刺激肝脏把肝细胞的糖原转化为葡萄糖（糖），但肾上腺素单独不会将糖原转化成葡萄糖。他发现，肾上腺素必须触发一个第二信使—环磷酸腺苷—才把肝脏的糖原转化为葡萄糖。该机制被马丁·罗德贝尔（Martin Rodbell）和艾尔佛列·古曼·吉尔曼（Alfred G. Gilman）详细研究，他们赢得了1994年诺贝尔生理学或医学奖。